# Parco della Tête d'Or

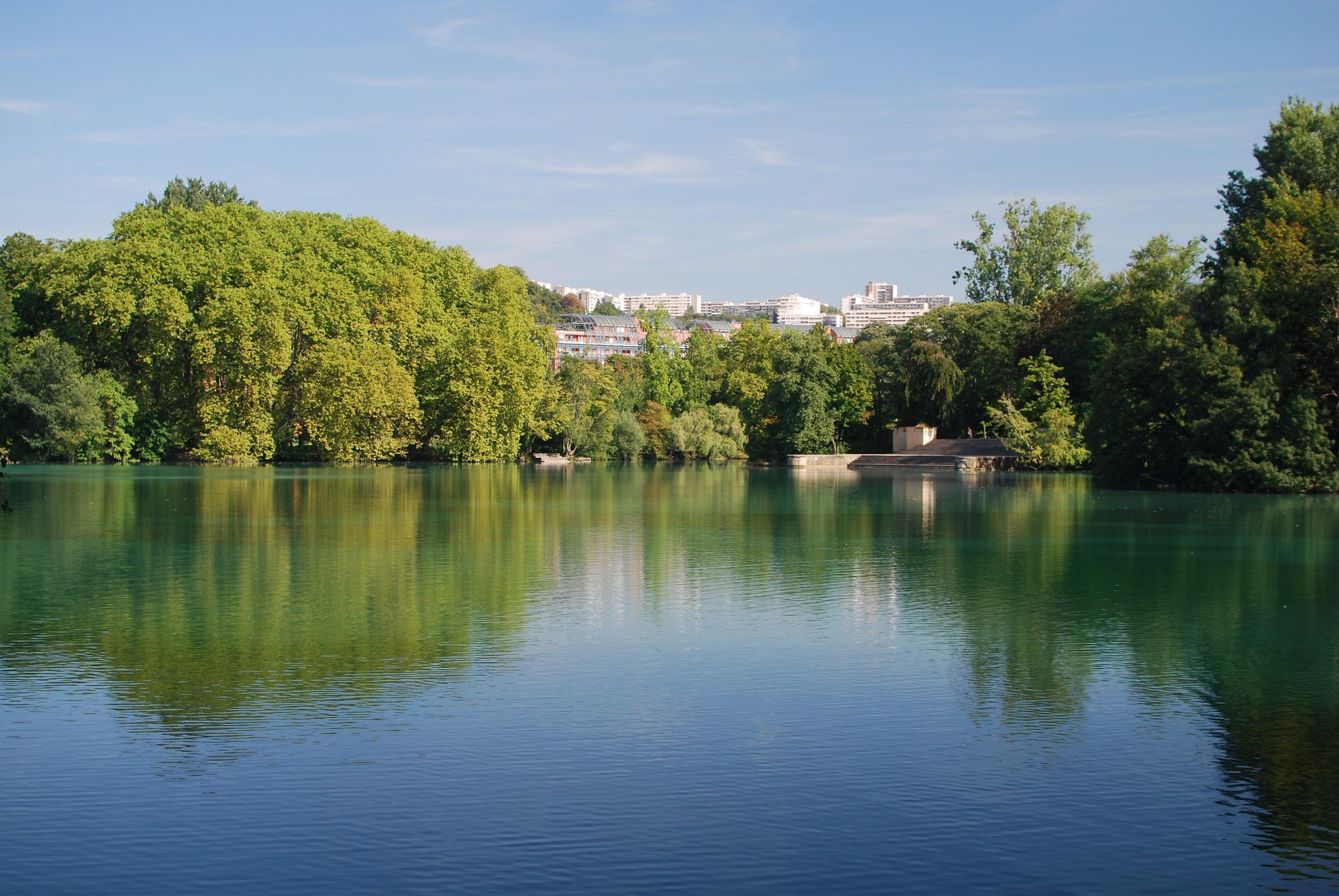
Il lago posto al centro del parco

Il parc de la Tête d'Or (letteralmente, parco della Testa d'Oro), situato nel sesto arrondissement municipale di Lione, è un grande parco urbano francese. Il parco ha un'estensione di 105 ettari, che lo rende il più grande parco urbano della Francia.
Il nome deriva da una leggenda secondo la quale, in questo terreno, sarebbe sepolta una testa d'oro.
Rappresenta una meta frequente per chi pratica attività sportive quali jogging e ciclismo: fra le sue attrezzature sportive vi sono un velodromo, un campo da bocce, un mini-golf. Inoltre è dotato di un grande lago su cui è possibile andare in barca.

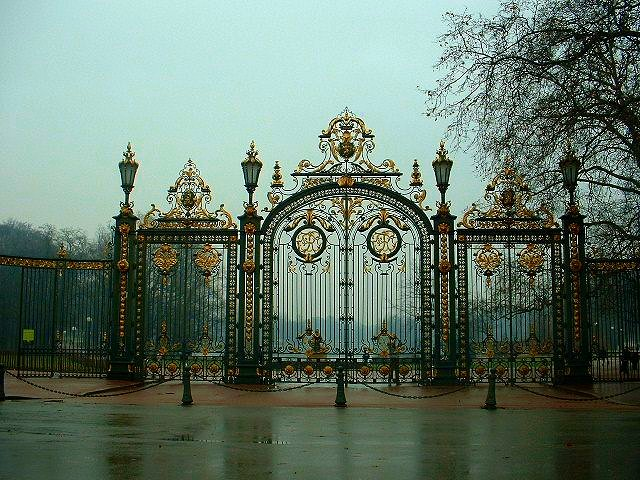
La porte des enfants du Rhône all'angolo sudovest del parco.

## Storia
La proposta di creare un parco urbano di tali dimensioni venne al sindaco Vaisse nel corso di una riunione del consiglio tenutasi il 22 febbraio 1856. In tale occasione Vaisse disse di come fosse importante dotare "una campagna a quei cittadini che non l'avessero."
La costruzione iniziò nel 1857 su progetto dei fratelli Buhler e terminò dopo cinque anni.

## Flora
Il parco ospita 8800 alberi di cui il 36,5% è costituito da conifere, 2,5% da specie rare e 61% da latifoglie.

## Aree
Nel parco sono identificabili diverse aree.

### Il giardino botanico
L'orto botanico è stato trasferito in questo giardino nel 1857 dal quartiere della Croix Rousse. Dal giorno del trasferimento tale giardino è stato arricchito di nuovi esemplari sino ad essere il giardino botanico più grande della Francia con una superficie di 8 ettari.

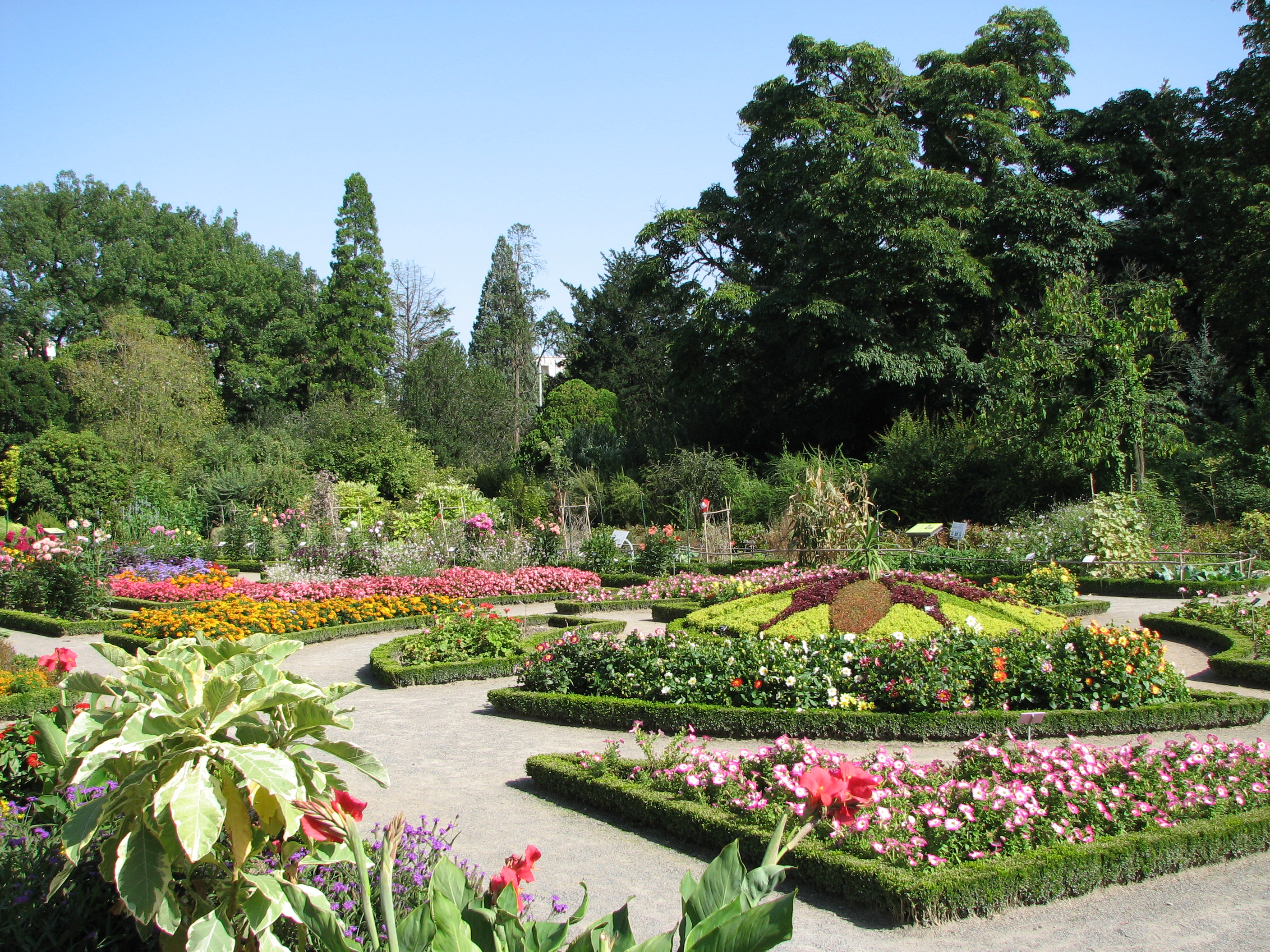
Una parte del giardino botanico

### Il giardino delle rose
All'interno di un'area dedicata del parco di 40.000 metri, vi sono 30.000 cespugli di rose di 350 varietà diverse.
Il giardino è stato inaugurato dalla principessa Grace di Monaco e dal sindaco Louis Pradel nel 1964.

### Lo zoo
È il secondo zoo più antico del Paese essendo stato fondato nel 1858 ed ha una estensione di otto ettari su cui vivono 800 animali. Tra questi vi sono 270 mammiferi, 80 rettili, 200 uccelli. In tale struttura vengono effettuati studi scientifici in ambito della conservazione.